# Reserva do Cabaçal
Reserva do Cabaçal este un oraș în Mato Grosso (MT), Brazilia.